# Roger Basset
Pour les articles homonymes, voir Basset.
André Roger Basset est un tireur à la corde français né le 3 mai 1881 à Lyon et mort le 19 septembre 1918 à Glennes. 

## Carrière
Roger Basset, membre du Racing Club de France, remporte la médaille d'argent à l'épreuve de tir à la corde aux Jeux olympiques d'été de 1900 à Paris. Lors de ces Jeux, il dispute aussi l'épreuve non-officielle de lancer du poids avec handicap, terminant à la deuxième place.
Il sert en tant que sergent du 279e régiment d'infanterie lors de la Première Guerre mondiale, et meurt pour la France, tué au combat près de Glennes.